# Булгаковский дом
Музей-Театр «Булга́ковский дом» (культурно-просветительский центр, музей, театр) — некоммерческое партнерство, основанное энтузиастами и меценатами, поклонниками выдающегося русского писателя Михаила Булгакова. Первый музей в России, посвященный творчеству М. А. Булгакова, открытый в 2004 г. Музей-театр находится на первом этаже дома № 10 по Большой Садовой. Здесь с 1921 по 1924 год жил М. А. Булгаков, и именно в этом доме разыгрываются главные сцены романа «Мастер и Маргарита».

## Здание
Здание построено между 1902 и 1905 как доходный дом по заказу российского миллионера Ильи Пигита, владельца табачной фабрики Дукат. Здание спроектировано в русском варианте стиля Арт Нуво. В то время строительство в Москве переживало расцвет, как раз тогда вокруг центра Москвы строилось Садовое кольцо, состоявшее из широких улиц, обсаженных деревьями. Частью его была и Большая Садовая улица. В июне 1917 г., накануне Октябрьской революции, Илья Пигит продал здание одной частной риэлторской компании. Продажа была хорошим ходом, поскольку после революции новая советская власть потребовала превратить дом в одно из первых зданий для коммунальных квартир в Москве. В 1938 г. здание утратило значительную часть своего первоначального обаяния после того, как в целях расширения улицы был убран передний забор.
В сентябре 1921 г. советский писатель Михаил Булгаков поселился в квартире номер 50 на первом этаже вместе со своей женой Татьяной Николаевной Лаппа. Булгаков был горячим противником советской власти и однажды выразил свою ненависть к коммунальным квартирам, в частности, к квартире номер 50 на улице Большой Садовой д. 10, следующим образом:
«На Большой Садовой
Стоит дом здоровый.
Живет в доме наш брат
Организованный пролетариат…»
Булгаков сделал здание одним из наиболее значимых мест в своем знаменитом романе Мастер и Маргарита, именно там находится «Нехорошая квартира».
В романе Мастер и Маргарита Булгаков не присвоил зданию номер 10 — его реальный номер, а использовал номер 302-бис — с определённым намеком на запутанную бюрократическую систему советского строя в то время.
Летом 1924 г. Булгаков, разобравшись с делами, получил возможность перебраться на 5-й этаж, в более спокойную квартиру под номером 34, отдельные характеристики которой он, кстати, также использовал для описания квартиры 50 в своем романе. Татьяна Лаппа, его жена, потом осознала, что Булгаков организовал этот ход лишь для того, чтобы она не осталась одна в неприятной для неё обстановке, поскольку спустя несколько месяцев сам Булгаков и вовсе покинул здание, чтобы съехаться с Любовью Евгеньевной Белозерской, на которой он женился в апреле 1925 г.
В одной из квартир дома № 10 на Большой Садовой Сергей Есенин познакомился с американской танцовщицей Айседорой Дункан, впоследствии ставшей его женой

## История
Торжественное открытие культурно-просветительского центра «Дом Булгакова» состоялось 15 мая 2004 года.
На открытии центра присутствовало более пятисот человек, включая известных деятелей культуры, булгаковедов, актеров московских театров, художников, представителей интеллигенции и поклонников творчества писателя. Событие широко освещалось в СМИ: в «Булгаковский дом» прибыли съемочные группы телеканалов «Культура», «ТВ Центр» и «РТР. Вести-Столица», а также корреспонденты центральных печатных изданий, таких как «Известия», «Ведомости», «Коммерсант» и других.

Когда мы с друзьями и единомышленниками решили организовать музей Булгакова, «нехорошая квартира» была закрыта, а на двери подъезда висело официальное объявление о том, что музея здесь нет и быть не может. Люди, которые приходили во двор знаменитого дома на Садовой, уходили ни с чем. Тогда мы подумали: если государству нет дела до музея Булгакова, а нам не все равно, почему бы нам его не создать самим. Мы нашли в Интернете поклонников творчества писателя, вышли на общество «Феникс», которое в течение 20 лет занималось сбором информации по Булгакову и организацией встреч булгаковедов, созвонились с коллекционерами и нашли первые вещи для музейной экспозиции. Мы решили открыться в день рождения писателя, и 15 мая 2004 года Культурно-просветительский центр Булгаковский дом начал свою работу — Николай Борисович Голубев, основатель культурно-просветительского центра

## Экспозиция
В культурном центре существует постоянная экспозиция, посвященная жизни и творчеству М. А. Булгакова, а также периодически меняющиеся выставки. Бывшая квартира имеет площадь чуть более 100 м². и 5 комнат. Периодически подключаются выставочные площади на лестнице и на летней веранде во дворе.
Наиболее широко известна уникальная электронная экспозиция, посвященная жизни и творчеству М. А. Булгакова. Она содержит более 500 фотографий и документов, а также фрагменты из фильмов и спектаклей по произведениям писателя.

…нечто совершенно неожиданное под названием «Электронная экспозиция»: десяток плоских компьютерных мониторов, развешенных по стенам, как картины, — в рамах. На них сменяются слайды с фотографиями Булгакова, копиями рукописей, писем, документов. Показывают отрывки из фильмов «Собачье сердце», «Бег» и «Иван Васильевич меняет профессию». Посетители, сидя на диванчиках, смотрят, не отрываясь, как никогда не смотрели бы те же самые документы, выложенные в музейных витринах — Известия

Электронная экспозиция постоянно обновляется и дополняется. Таким образом, собирается полный электронный архив всех существующих документов и ценностей, связанных с жизнью и творчеством М. А. Булгакова.
В число наиболее ценных экспонатов музея входят: папка М. А. Булгакова; портрет М. А. Булгакова, оформленный его сестрой; шприц и некоторые другие медицинские инструменты из больницы, в которой работал Булгаков; сумочка второй жены писателя Л. Е. Белозерской; ваза из семьи Светлаевых, описанная в романе «Белая гвардия».
В культурном центре постоянно проводятся художественные выставки фотографий и иллюстраций к булгаковским произведениям, созданных художниками по мотивам творчества М. А. Булгакова. Выставки меняются ежемесячно. Чередуются экспозиции известных и начинающих художников.
В Булгаковском доме находится памятник М. А. Булгакову работы скульптора Н.Базюк и макет памятника Булгакову из проекта А. И. Рукавишникова, посвященного романы «Мастер и Маргарита». Вход украшен барельефом А. И. Рукавишникова по роману «Мастер и Маргарита».
Булгаковский дом сотрудничает с такими государственными учреждениями, как Театральный музей им А. А. Бахрушина, Политехнический музей, Литературный музей. Готовится сотрудничество с зарубежными музеями литературной направленности, а также клубами почитателей творчества М. А. Булгакова.

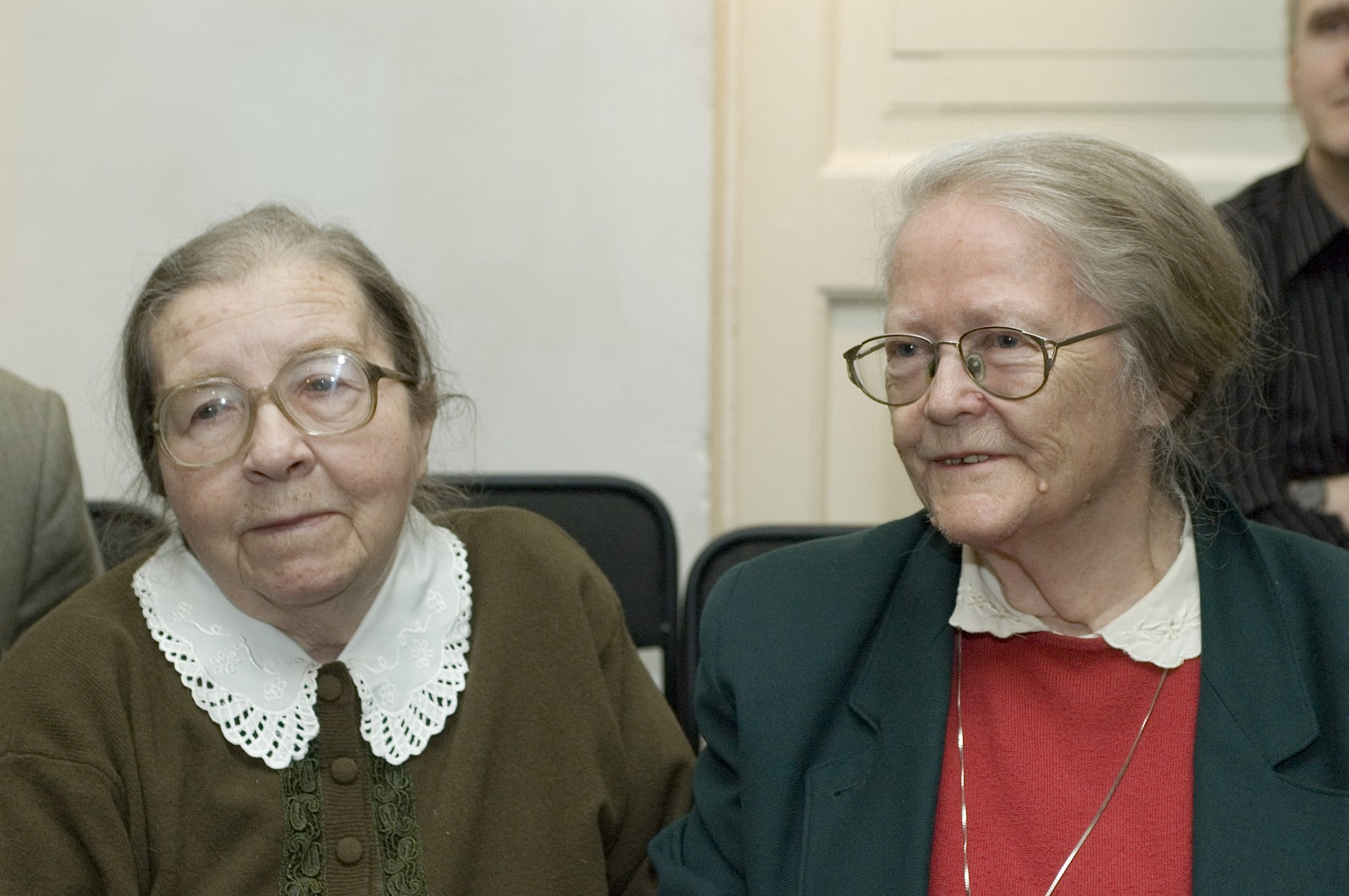
Племянницы Булгакова Варвара Михайловна Светлаева и Елена Андреевна Земская в Булгаковском доме

В научной работе Культурному центру помогают:
- В. М. Светлаева — кандидат наук, племянница М. А. Булгакова
- Е. А. Земская — доктор филологических наук, племянница М. А. Булгакова, его крестница
- Ю. М. Кривоносов — фотограф, булгаковед
- В. И. Сахаров — доктор филологических наук, профессор, булгаковед
- Б. В. Соколов — булгаковед, автор «Булгаковской энциклопедии».
- Г. С. Файман — булгаковед-исследователь
- С. С. Шиловский — внук Е.С Булгаковой, наследник авторских прав
- А. А. Курушин — булгаковед
- И. Я. Мягкова — вдова булгаковеда Б. С. Мягкова, автора книги «Булгаковская Москва»
- Л. К. Паршин — булгаковед, автор книги «Чертовщина в американском посольстве, или 13 загадок Михаила Булгакова»

## Деятельность
Культурный центр регулярно проводит экскурсии по булгаковской Москве и просто москвоведческие экскурсии. Особой популярностью пользуются ночные экскурсии по булгаковской Москве, а также театрализованные экскурсии с участием профессиональных актеров. Всего разработано более сорока различных экскурсий, в том числе автобусных, пешеходных и с посещением музеев. В Булгаковском доме регулярно проходят семинары, поэтические вечера, концерты классической музыки и авторской песни, спектакли, различные выставки.
Культурный центр всегда открыт для сотрудничества с молодыми и опытными актерами, художниками, поэтами, булгаковедами и москвоведами.

## Кот Бегемот
В 2005 году в Булгаковском доме появился постоянный житель — огромный кот Бегемот породы мейн-кун, названный в честь одноимённого персонажа романа Мастер и Маргарита. Идея завести в культурном центре настоящего кота возникла сразу же. Нынешний кот прошел большой отбор среди кандидатов, которых благодаря объявлениям в Интернете, а также анонсам по телевидению оказалось очень много. Кот Бегемот стал популярным персонажем не только в романе, но и в культурном центре.

## Почта любви

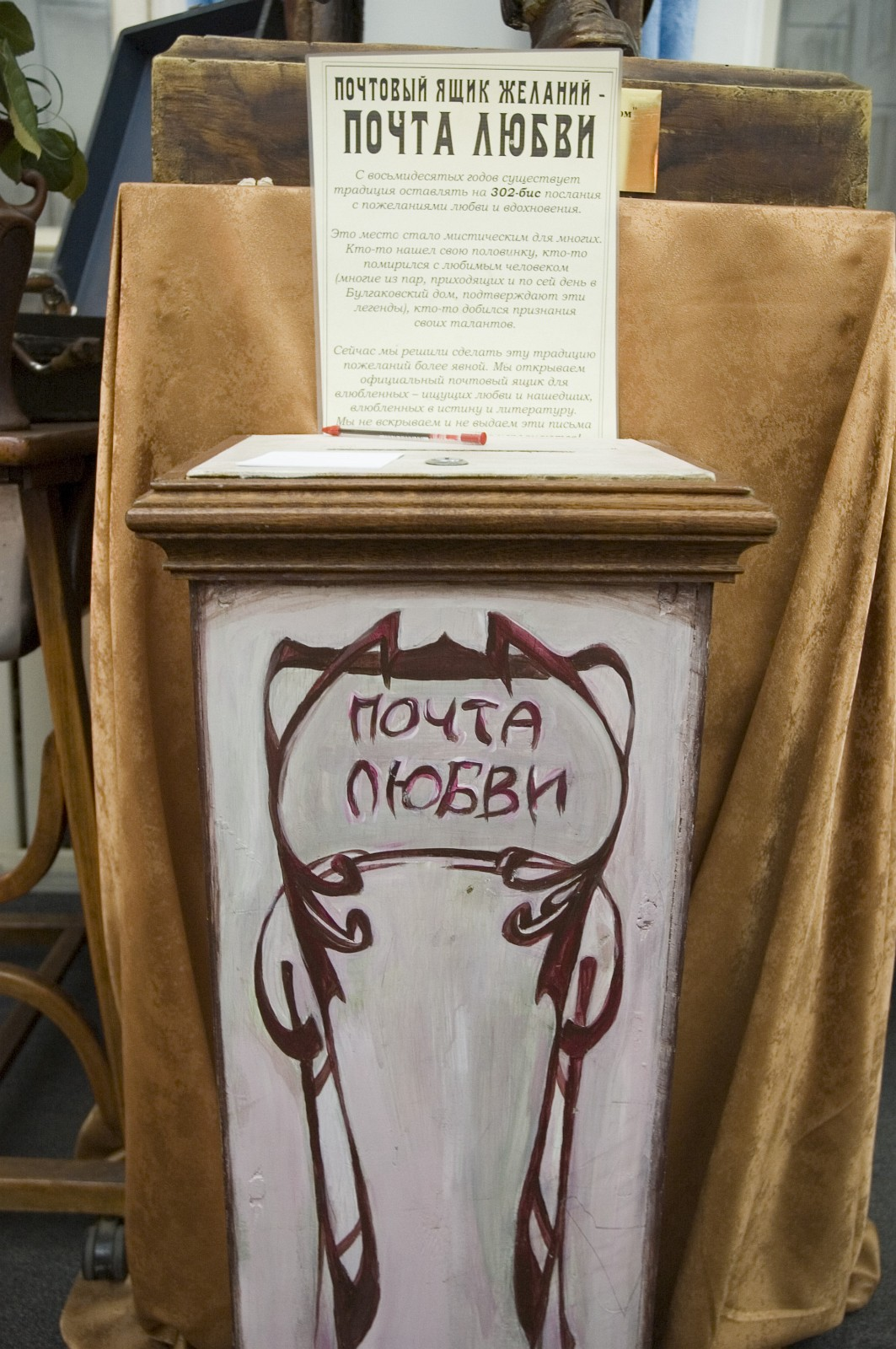
Ящик почты любви в Булгаковском доме

За многие годы на Большой Садовой образовалась традиция оставлять в доме на стенах или в записках свои пожелания и мечты, поэтому ещё в 2004 году в культурном центре «Булгаковский дом» был установлен ящик «Почта любви», куда посетители опускают записки с желаниями. Ящик быстро переполнялся записками, которые регулярно вынимались и складывались на хранение. С 2007 г. летом ежегодно во дворе Булгаковского дома проходит акция «День исполнения желаний», когда все накопившиеся за год записки привязываются к воздушным шарам и одновременно запускаются к небу.

## Трамвай 302-бис
В 2009 году культурный центр «Булгаковский дом» запустил по булгаковским местам Москвы стилизованный «трамвай на резиновом ходу», ныне регулярно дежурящий у выхода станции метро Пушкинская и пользующийся большой популярностью.

## Два музея
В доме на Большой Садовой улице располагаются два учреждения, связанные с М. А. Булгаковым: с 15 мая 2004 года на первом этаже — культурный центр музей-театр «Булгаковский дом», открытый по частной инициативе, первый в России музей М. А. Булгакова, и с 15 мая 2007 г. Государственный музей М. А. Булгакова — на 4 этаже в помещении квартиры № 50, более известной как «нехорошая квартира», открытый по инициативе государства.

## Интермузей-2009

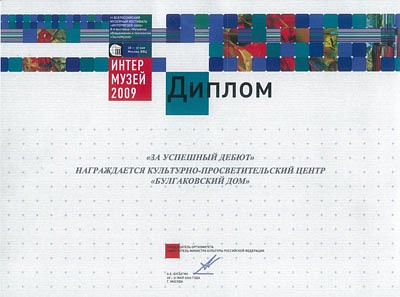
Диплом выставки Интермузей-2009

В мае 2009 г. Булгаковский Дом принял участие в 11-м Всероссийском музейном фестивале Интермузей-2009 и был отмечен отдельным дипломом «За успешный дебют».

## Фотографии

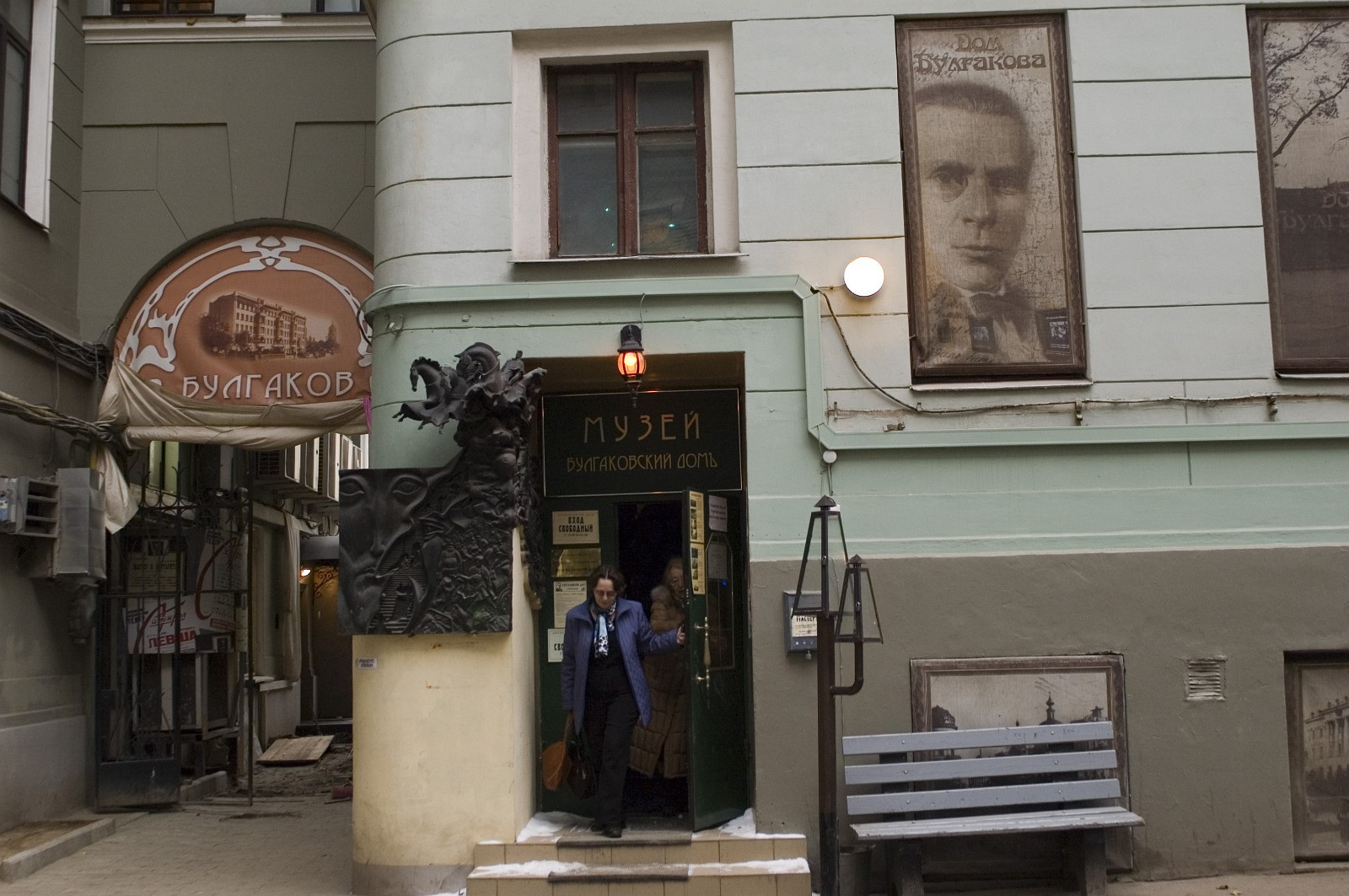
Вход
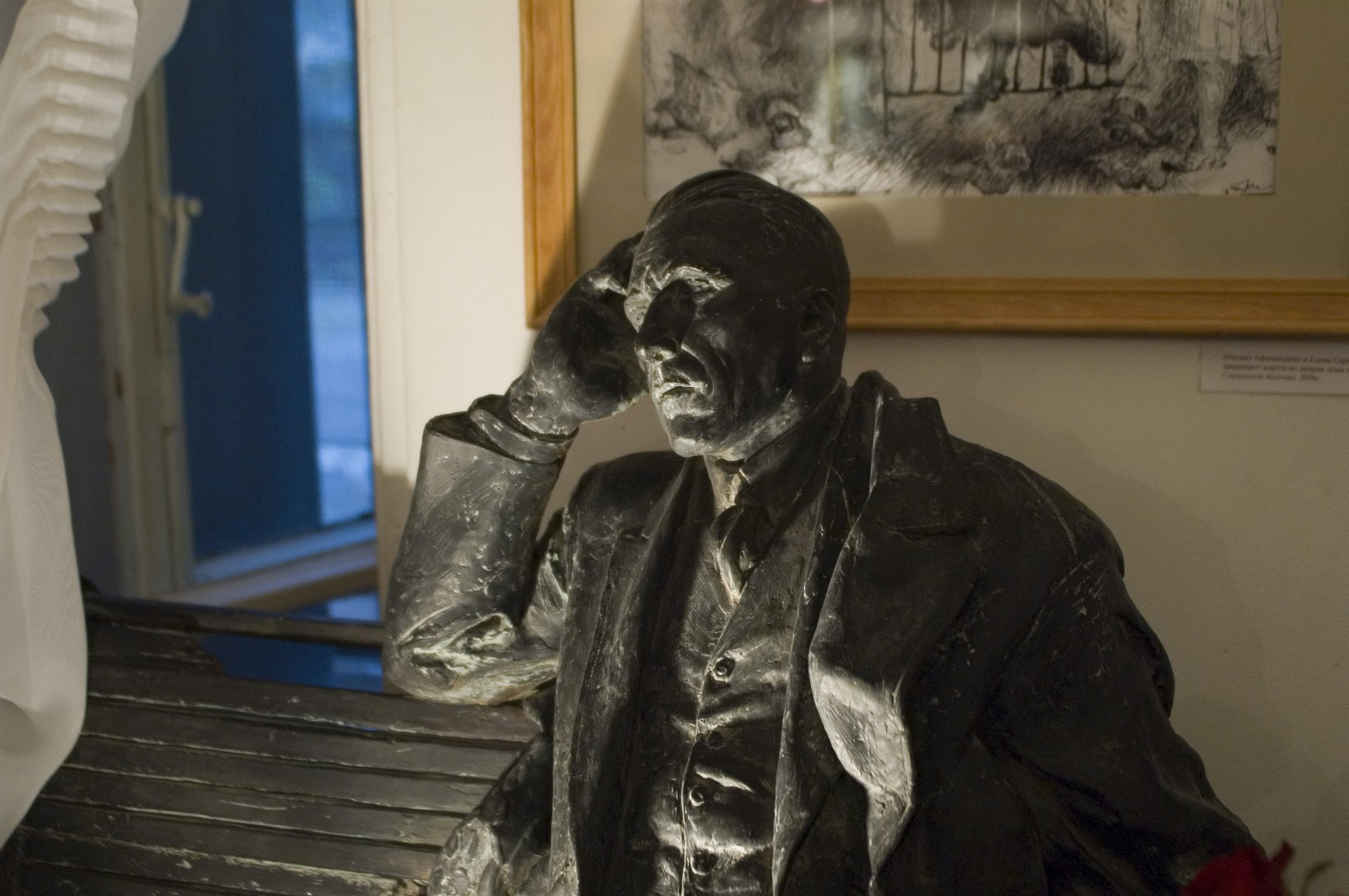
Проект памятника А. И. Руковишникова
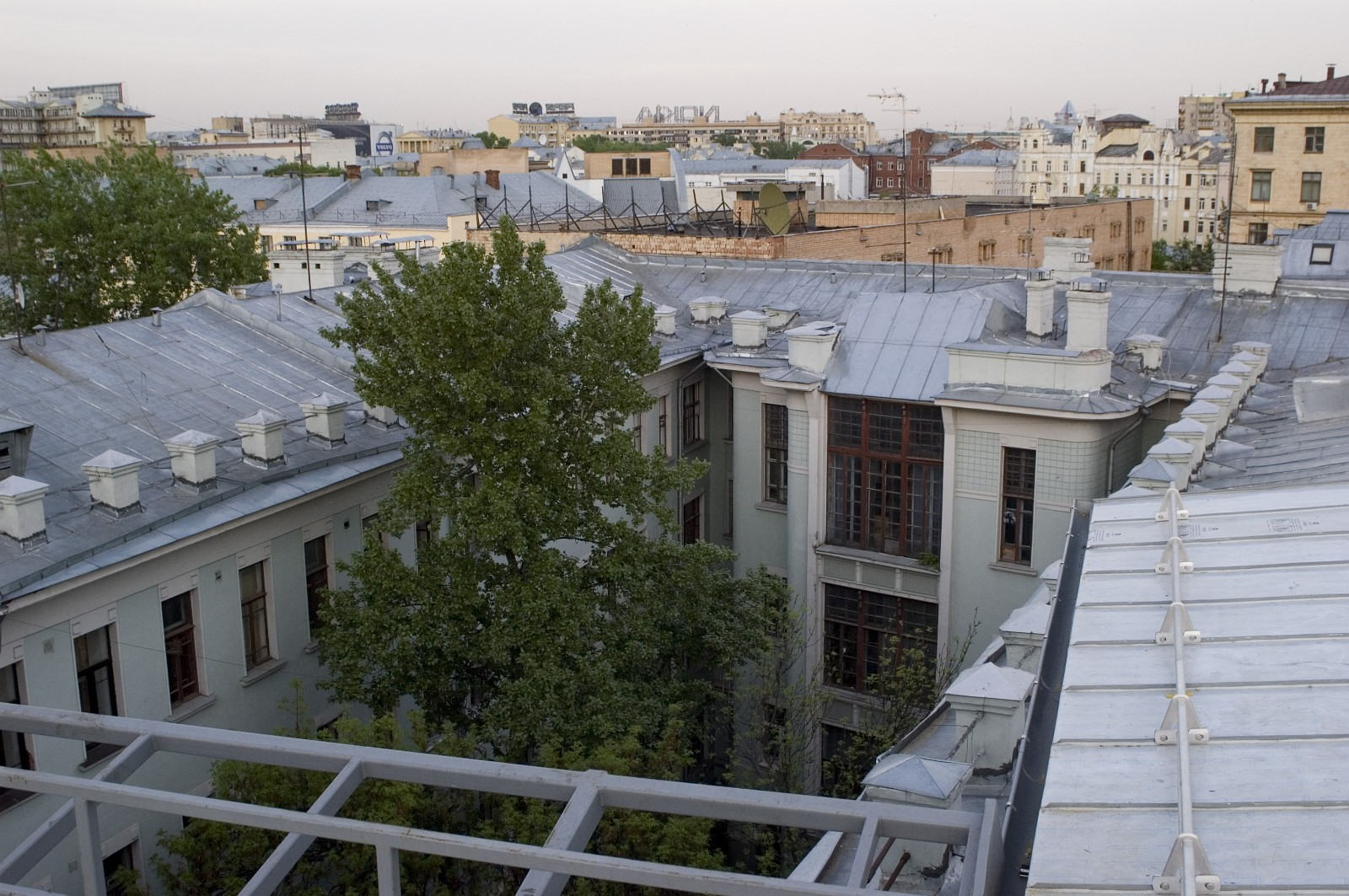
Вид внутреннего двора-колодца с крыши дома
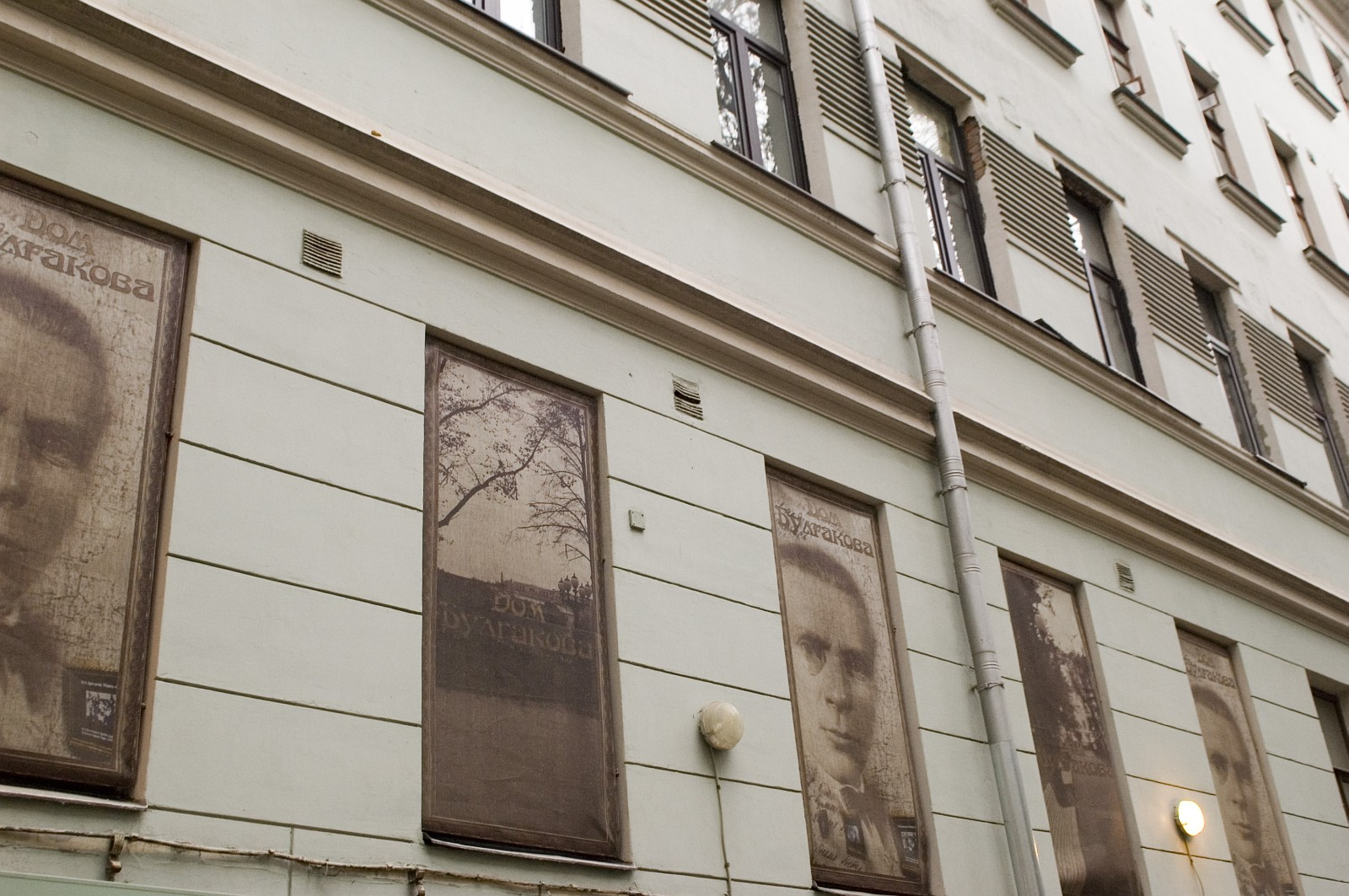
Стены внутреннего двора
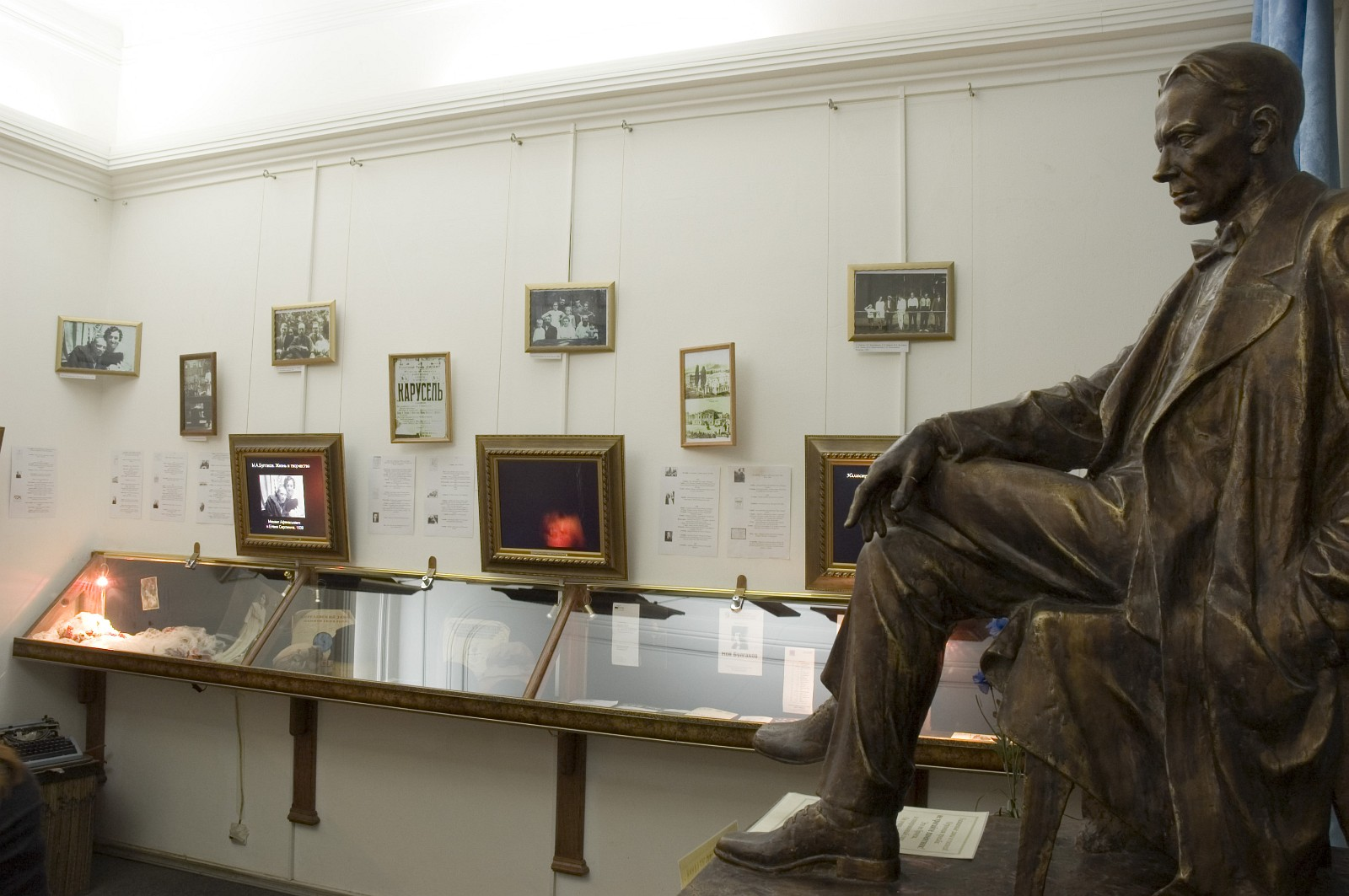
Один из залов культурного центра и скульптура Натальи Базюк
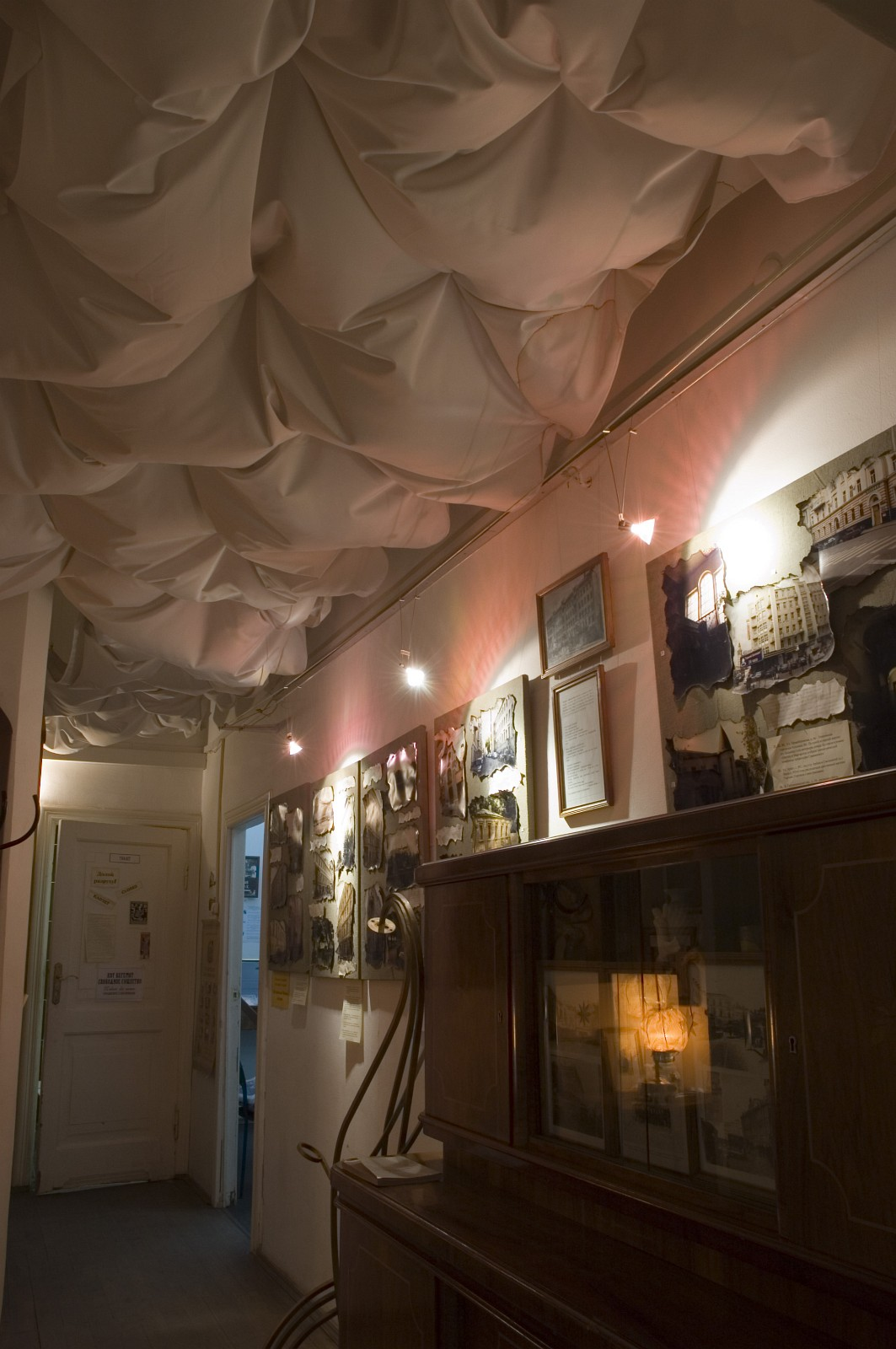
Коридор
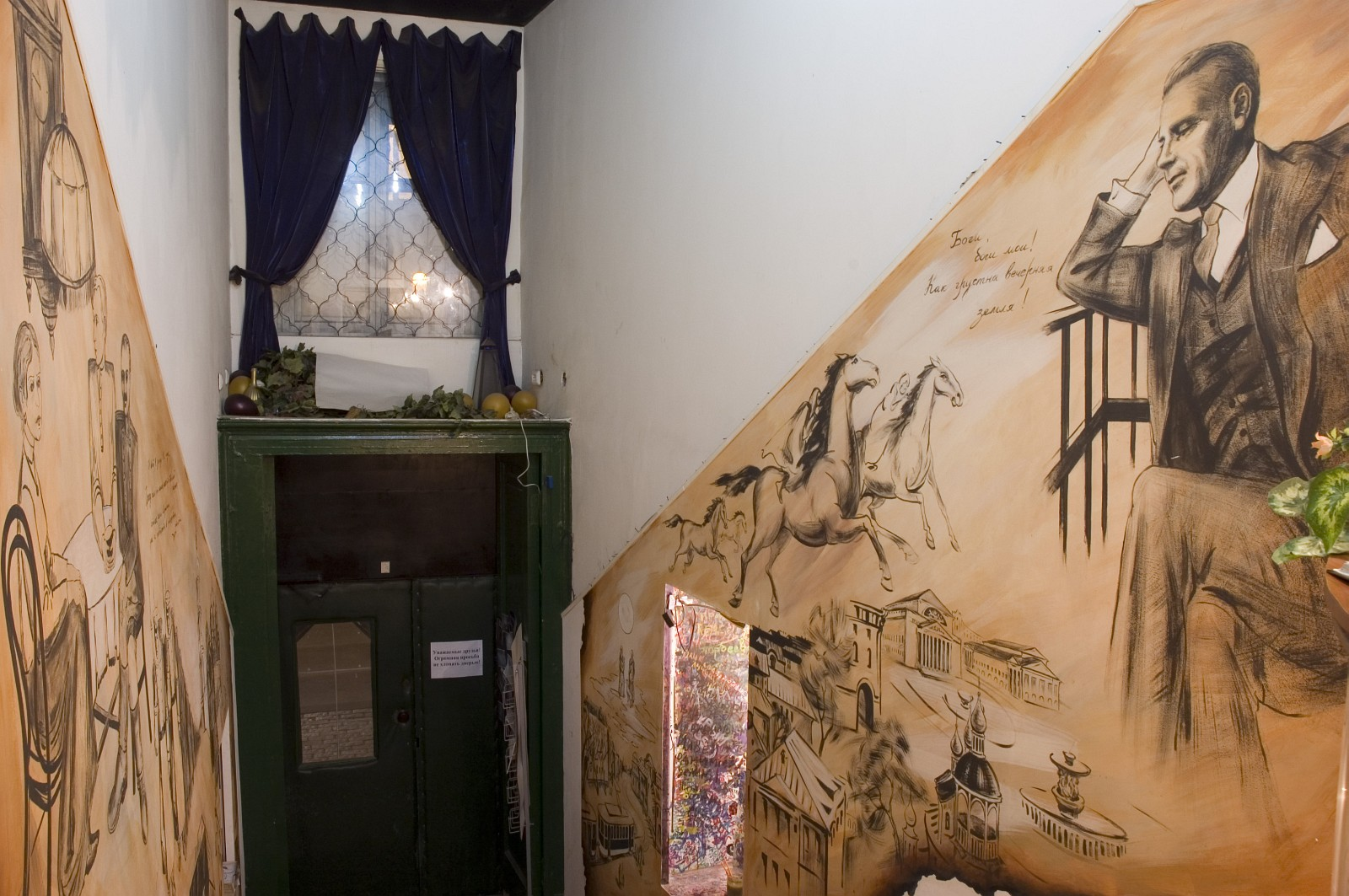
Лестница при входе
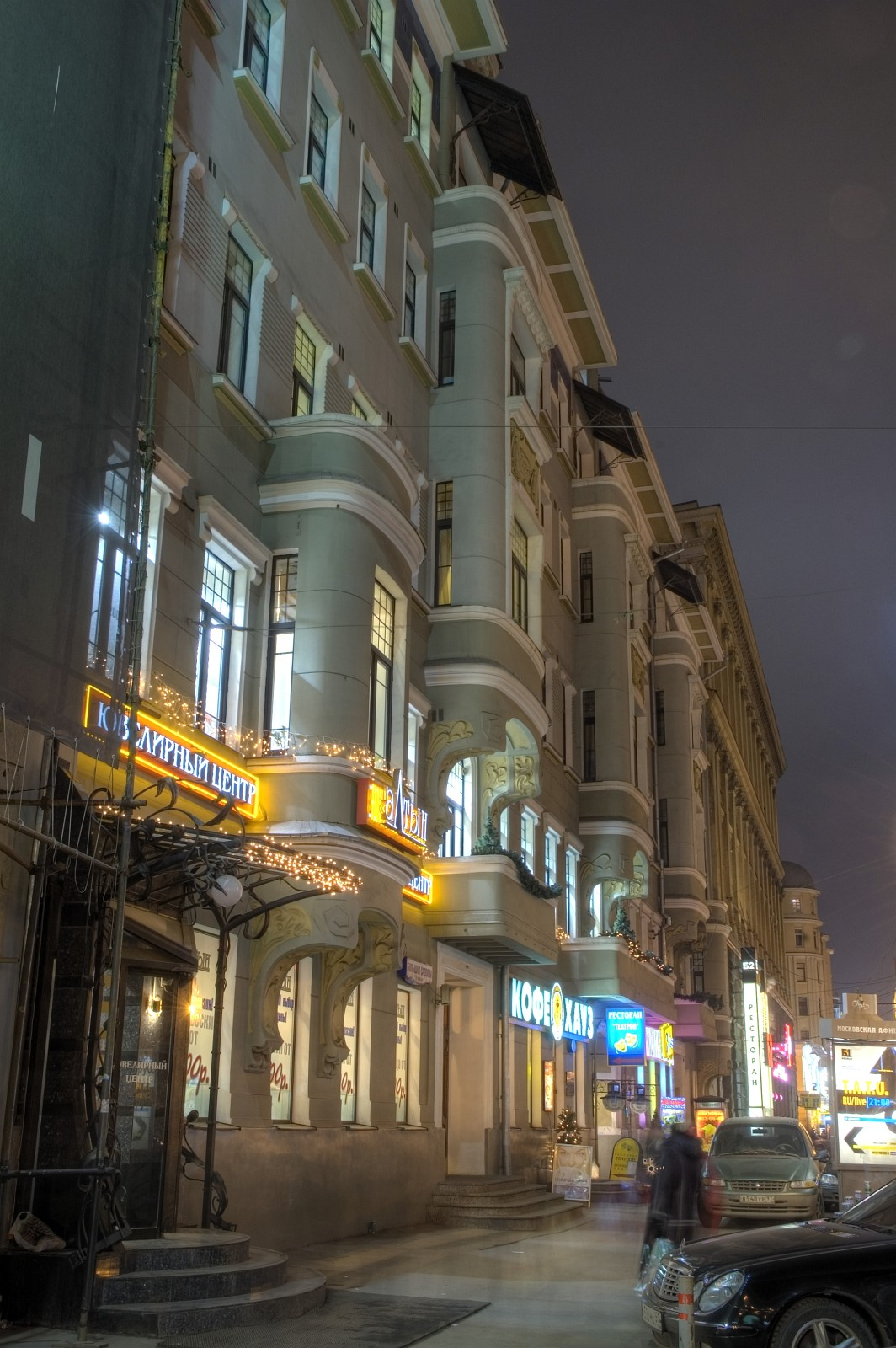
Современный вид дома
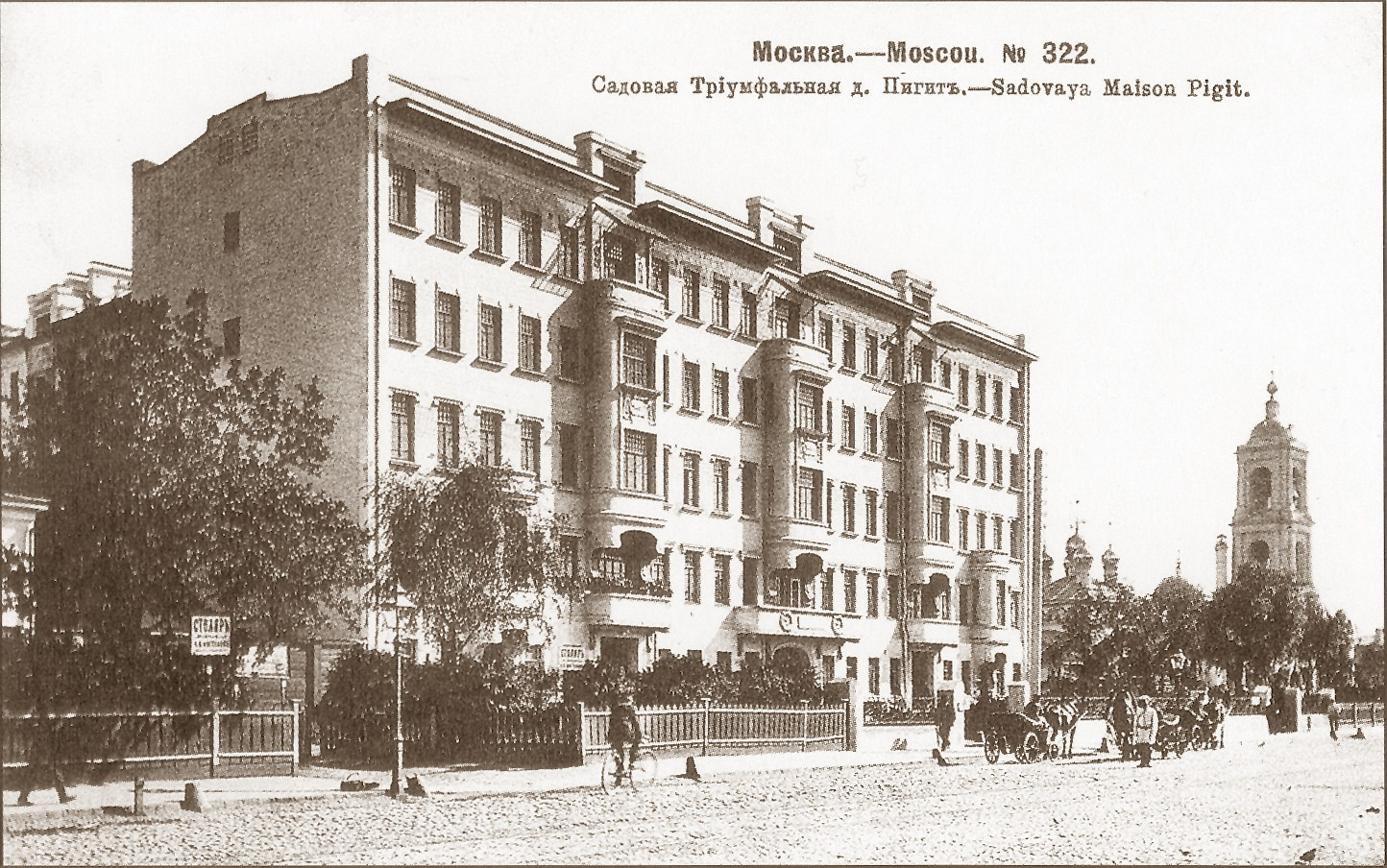
Вид дома в начале XX века
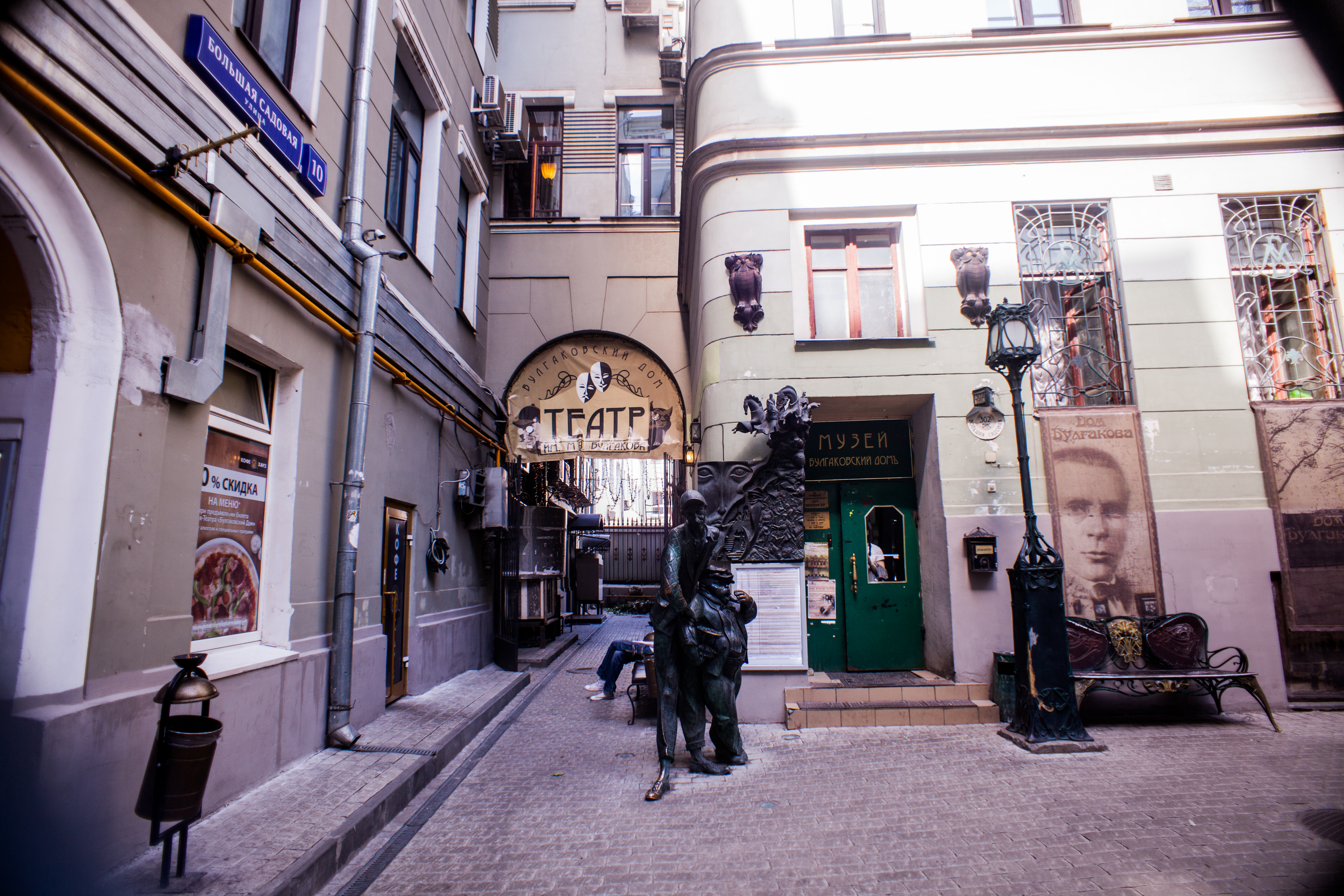
Общий вид снаружи
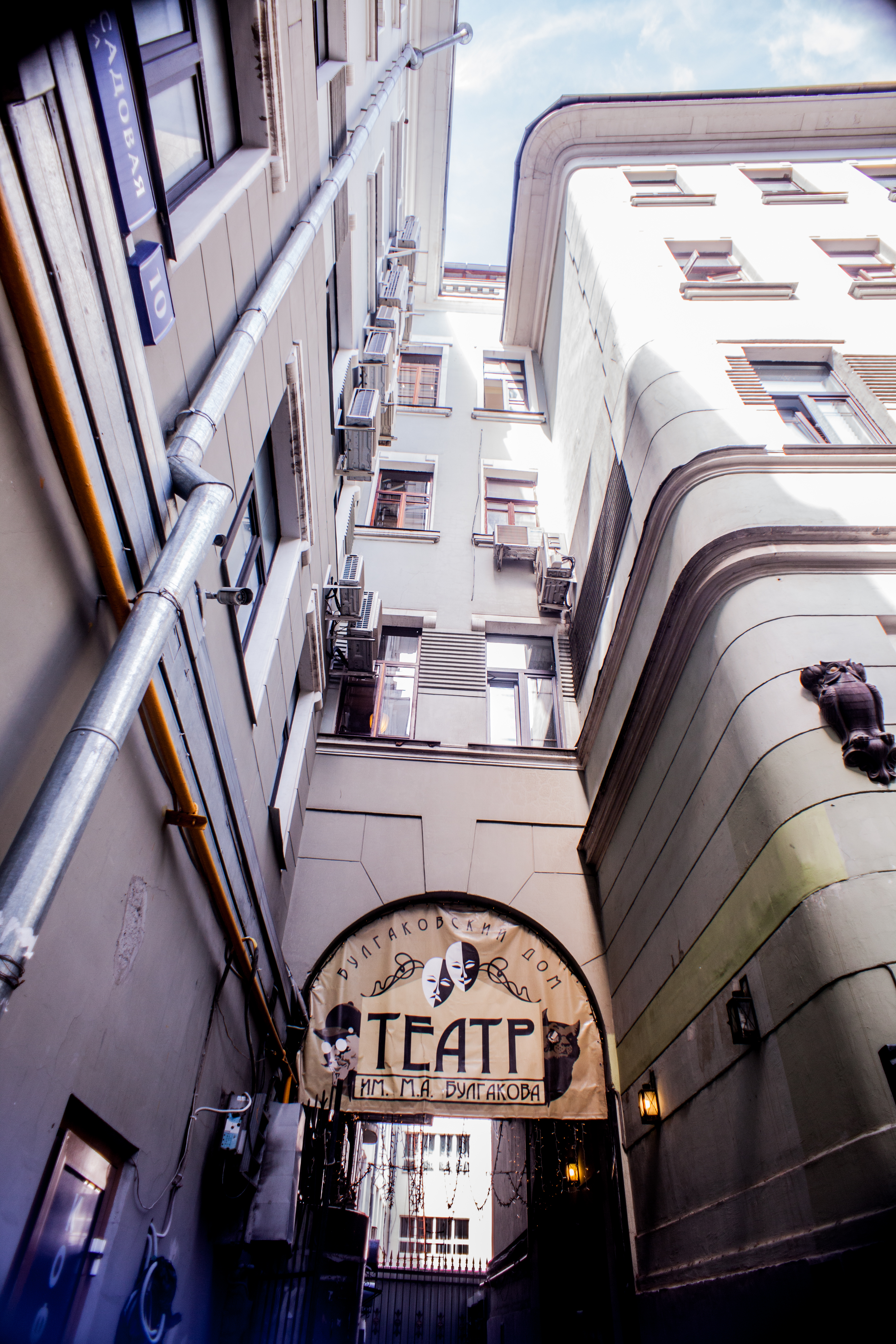
Внутренний двор